# Морцешти (Клуж)
Морцешти (рум. Morțești) насеље је у Румунији у округу Клуж у општини Чану Маре. Oпштина се налази на надморској висини од 342 m.

## Становништво
Према подацима из 2002. године у насељу је живело 3 становника.